# Kiichi Miyazawa
Kiichi Miyazawa (宮澤 喜一?, Miyazawa Ki'ichi; Fukuyama, 8 ottobre 1919 – Shibuya, 28 giugno 2007) è stato un politico giapponese.
Laureato in giurisprudenza all'Università Imperiale di Tokyo nel 1941, l'anno dopo entrò al Ministero delle Finanze. Nel 1951 prese parte come membro della delegazione giapponese alla Conferenza di San Francisco che sanciva ufficialmente la pace tra Stati Uniti e Giappone.
A partire dal 1970 fu titolare di diversi dicasteri: Commercio internazionale e industria (1970-71), Esteri (1974-76), Finanze(1987-88). Da quest'ultimo incarico dovette dimettersi perché coinvolto nello scandalo Recruit insieme al primo ministro in carica Noboru Takeshita, all'ex primo ministro Yasuhiro Nakasone e ad altre personalità di spicco.
Nell'ottobre 1991 prese il posto di Kaifu alla guida del Partito Liberal Democratico giapponese, e alla carica di primo ministro del Giappone dal 5 novembre 1991. Mantenne la carica fino al 9 agosto 1993.
Dal 1998 al 2002 fu ancora alle Finanze, sotto la presidenza del consiglio di Keizō Obuchi e di Yoshirō Mori.
Sposato con Yoko, ebbe due figli: Hiroo e Keiko. Nel 2003 si ritirò a vita privata.
Miyazawa giunse agli onori della cronaca internazionale a seguito di un piccolo incidente occorsogli durante la cena di gala del vertice bilaterale USA-Giappone, l'8 gennaio 1992 a Tokyo, quando l'allora presidente George H. W. Bush venne colpito da un malore e gli vomitò addosso, provocando un serio imbarazzo diplomatico nonché le illazioni della stampa sulla sua salute.